# Ari Leifsson
Ari Leifsson (19 de abril de 1998) es un futbolista islandés que juega en la demarcación de defensa para el Kolding IF de la Primera División de Dinamarca.

## Selección nacional
Tras jugar con la selección de fútbol sub-21 de Islandia finalmente hizo su debut con la selección absoluta el 19 de enero de 2020 en un encuentro amistoso contra El Salvador que finalizó con un resultado de 0-1 a favor del combinado islandés tras el gol de Kjartan Finnbogason.

## Clubes
| Club             | País      | Año       | Partidos | Goles |
| ---------------- | --------- | --------- | -------- | ----- |
| Fylkir Reykjavík | Islandia  | 2015-2020 | 76       | 0     |
| Strømsgodset IF  | Noruega   | 2020-2023 | 70       | 2     |
| Kolding IF       | Dinamarca | 2024-     | 30       | 0     |